# Данијел Шарман
Данијел Ендру Шарман (енгл. Daniel Andrew Sharman; Хекни, 25. април 1986) је енглески глумац, најпознатији по својим улогама Троја Ота у серији Fear The Walking Dead, Исака Лехија у серији Млади вукодлак, бога Ареса у филму Бесмртни и Кејлеба у серији Првобитни.

## Каријера
Шарман се почео бавити глумом са девет година. Први пут се пријавио на аудицију за Royal Shakespeare Company гдје је одабран међу хиљадама дјеце. У Royal Shakespeare Company је одиграо двије представе: Парк (1995) са девет година и Макбет (1996) са десет година. Шарман је похађао Mill Hill School и Arts Educational School - обе у Лондону. Током школских дана, наступао је у представи Квеч са којом је ишао на фестивал у Единбургу.
Током три године, од 2004. до 2007. године, Шарман је студирао на Лондонској академији за музику и драмску уметност гдје је постигао диплому Bachelor of Arts у глуми и дипломирао са одликама.
Прва Шарманова улога је била у филму Задњи дани Едгара Хардинга, у којем је играо музичара. У 2010. години, добио је улогу Ареса, грчког ратника, у фантастичном филму Бесмртни са Мајком Рорком, Келан Лац и Хенри Кавил, објављеном 2011. године. Шарман се појавио у хорор филму Колекција са својом колегиницом из Младог вукодлака, Еди Мејс, објављеном у новембру 2012. године.
Шарманово телевизијско појављивање почиње са споредном улогом у серији Девет живота. Почетком 2012. године, Шарман је добио улогу вукодлака Исака Лехија у натприродној драмској серији Млади вукодлак али након финала треће сезоне, најављено је да Шарман напушта серију да истражује друге прилике.
Шарман је такође играо улогу официра Краљевине Канаде, Едварда Монтклера у ТВ филму Када срце зове, заснован на романтичном роману Џенет Оке са истим именом. Године 2014. придружио се Првобитним као Кејлеб Вестфол. У марту 2015. године потврђено је да је Шарман добио главну улогу пилота за медицинску драму ЛФЕ. Касније се прикључио серији Fear The Walking Dead као Трој Ото.

## Приватан живот
Шарман је био у вези са колегиницом из Младог вукодлака, Кристал Рид, од 2011. до 2012. године.